# Kläppe
Kläppe är en by i Kyrkås distrikt (Kyrkås socken) i Östersunds kommun, Jämtlands län (Jämtland). Byn ligger vid vägskälet där Länsväg 743 mot Lungre utgår från Europaväg 45, cirka tio kilometer norr om Östersund.